# 王妃マルゴ (漫画)
『王妃マルゴ』（おうひマルゴ）は、萩尾望都による日本の漫画。集英社の女性漫画誌『YOU』にて2012年9月号から2018年11月号まで連載され、同誌の休刊に伴い『Cocohana』（同社刊）に移籍して2019年1月号から2020年2月号まで連載された。
16世紀のフランス宮廷を舞台に、やがて王妃マルゴと呼ばれるマルグリット・ド・ヴァロワを主人公とする。マルゴの恋の本能に素直に従う性愛と、カトリックとプロテスタントの対立を軸に、その後のユグノー戦争の内乱、バルテルミーの大虐殺へいたる複雑な歴史的背景と流れの中の混乱と様々な人間群像を描く。萩尾にとって初のオリジナル歴史漫画である。

## 作品の特色と物語の時代背景
- 単行本第1巻後頁の資料と写真で、アレクサンドル・デュマの小説『王妃マルゴ』を（原作としてでなく）参考資料の一つに挙げている。本作はデュマの小説より古い時代、マルゴが6歳で、姉のエリザベトと叔母のマルグリットが結婚を控える1559年から始まる。
- キュロットと呼ばれる半ズボンを男性貴族が着けている。これについて池田理代子は「18世紀を舞台にした『ベルサイユのばら』で、史実であってもオスカルにはついに描けず、ズボンを穿かせていたので、萩尾の勇気に感嘆した」と対談で述べている[1]。
- 窓にカーテンが無い。布が高額なため王宮ですら無く、ベッドも天蓋があり、周りを幕で囲むようになっている[1]。
- 当時の貴族は親が決めた結婚に従うように教育され、本人も周囲も疑問に思うことはなかった。王家では特に国家の重要事項であった。その中でマルゴは、自分の恋に素直で、そのために当時問題にされ、後世に「不道徳な男性遍歴」だとますますその非難は大きくなった。だが、それは自分に自然で忠実だったからだと萩尾は述べている[1]。

## あらすじ
フランスの王女マルゴの人生を描く

## 登場人物

### 中心人物
マルゴ
マルグリット・ド・ヴァロワ（1553年5月14日 - 1615年5月27日）、幼少より「マルゴ」と呼ばれている。アンリ2世とカトリーヌの第7子。名の通り、真珠のような美貌の持ち主。その官能性（本人は無自覚）ゆえ実兄や臣下の男達からは羨望と軽蔑の混じった感情を向けられる。直情型の性格ゆえ母のカトリーヌからは問題視され、折檻されることもしばしば。王女という極めて高い身分に生れながら、結婚するまでは領地の１つも与えられず、親の関心は王位継承者たる兄や有力者の妻である姉達に向けられてきたためか、不自由かつ軽んじられやすい立場にあった。
ノストラダムスから、「敵の名はアンリ、夫の名はアンリ、恋人の名はアンリ」と予言される。
カトリーヌ・ド・メディシス
マルゴの母親。商人の家からフィレンツェ公として支配者となったメディチ家の娘で、本作中では「毒と薬に詳しい」。14歳でヴァロワ王家に嫁ぎ、10人の子供を産んだが、夫アンリ2世の寵愛は愛妾ディアーヌに独占されていた。兄弟の中ではアンリ3世を溺愛し、クロードを最も信頼している。
ギーズ公アンリ
有力貴族ギーズ公の嫡男。マルゴの幼馴染。金髪碧眼の美男子。

### ヴァロワ王家の家族
フランス国王アンリ2世
マルゴの父親。モンゴメリ伯との騎馬試合で重傷を負って間もなく死去する。愛妾のディアーヌを崇拝していた。
フランソワ
マルゴの長兄。父王の死後にフランス国王になるが早世する。常に鼻が詰まっている。妃のメアリーとは幼馴染で信頼しあう関係。
エリザベト
マルゴの姉。義姉のメアリーとは親友のように仲が良い。当初はドン・カルロスとの結婚が予定されていたが、その父であり18歳年上のスペイン国王フェリペ2世と結婚する。
シャルル
マルゴの次兄。兄のフランソワの死後王位を継ぐが早世する。心身ともに脆弱で、血の汗をかき、しばしば癇癪を起こし気絶していた。マルゴを異常なほど愛し、なかなか結婚させなかった。
アンリ
マルゴの三兄。金髪でクリクリとした目の美少年。母のカトリーヌに溺愛される。美しいものが好きで、恋愛は性別関係なく奔放であるが、作中での恋人は男性が中心。エリザベス女王やポーランド女王アンナなど、年長の女性との縁談ばかり持ちかけられる。シャルルの死後即位。
エルキュール
マルゴの弟。低身長で肥満体型。生意気で皮肉屋な性格だが、姉のマルゴを純粋に慕い、陰ながら彼女を支援する。エリザベス女王と結婚するのが夢。
マルグリット
アンリ2世の妹でマルゴの伯母（正しくは叔母）。37歳でサヴォア公と結婚する。
マルゴと同名であるが、主人公はもっぱら「マルゴ」、こちらは「マルグリット」と呼んで区別されている。結婚を不安がる姪のエリザベトに、ハート形の小物入れを託す。後にその小物入れはエリザベトからマルゴに譲られる。

### 王家の姻族、側室
メアリ・スチュアート
長兄フランソワの妻でスコットランド女王。夫のフランソワの死亡後はシャルルとの縁談が進みかけたが、母后カトリーヌにより阻止され、故郷のスコットランドへ帰国する。マルゴにイニシャルのMが刻まれた指輪を与える。帰国後に再婚し、息子を1人もうける。イングランドのエリザベス女王とイングランド王位をめぐり対立している。
ディアーヌ
アンリ2世の愛妾。寵愛を独占していた。

### ブルボン家・コンデ家
コンデ公アンリ
有力貴族コンデ公の嫡男。
コンデ公アンリの父親
ユグノー戦争時のユグノー派首領で、将軍。ユグノー派の中心として戦う。
ナヴァル王子アンリ
ナヴァル王国の女王の嫡男。後にマルゴの夫となる。

### ギーズ家
フランソワ
物語冒頭時のギーズ家の主で、メアリ・スチュアートの叔父でもあり、宮廷内で絶大な権力をふるっていた。頬に向こう傷があり「向こう傷（バラフラ（le Balafré））のギーズ」とあだ名される。
ユグノー排撃に注力し、1562年にヴァシーのプロテスタントのミサを急襲し、70人以上を殺す「ヴァシーの虐殺」を起こす。1563年、プロテスタント側に（その首領のコリニー提督が黒幕とプロテスタント側には信じられているが）暗殺されている。アンナ・デステとの間にアンリ他、6人の子供をもうける。
アンナ・デステ
ギーズ公アンリの母。イタリアのエステ家の出身で、フランス王女ルネを母に持つ。その血筋の良さと、カトリーヌ母后と同じくイタリア出身であることから、一定の影響力を持つ。
フランソワと死別後はヌムール公と再婚するが、この結びつきは思春期のギーズ公アンリを苦悩させる。

### ヌヴェール家
ヌヴェール公
カトリックであったが、死に際に亡妻と同じプロテスタントへ改宗する。
アンリエット・ド・ヌヴェール
ヌヴェール家の長女。カトリックを信仰する。当初はマルゴの侍女かつ家庭教師のような存在であったが、後には親友としてマルゴを支える。マルゴと悲しみも喜びも、秘密も共有する唯一無二の存在。侍女ではあるものの、彼女自身非常に有力かつ高位の貴族である。父の死後は女子相続人となり、莫大な資産を受け継ぐ。従兄弟のマントヴァ公と結婚する。
カトリーヌ・ド・クレーヴ（カトラ）
アンリエットの妹。作中ではカトラと呼ばれる。12歳でポルシエン公と結婚し、プロテスタントに改宗した。ポルシエン公とは子供をなさないまま死別した。キツネ目でそばかすがあり、決して美人とは言えないものの、不思議な魅力のある女性。姉のアンリエットほどではないが、多くの領地や財産を保有している。冷静沈着かつ気丈で、王妹のマルゴやギーズ公爵に対しても一歩も引かない態度をとる。 ポルシエン公には「決してギーズとだけは再婚するな」と遺言されたが、後にギーズと再婚する事になりマルゴに嫉妬された。
マリー・ド・ヌヴェール
ヌヴェール家の三女。黒髪の小柄な女性。「コンデの若様」アンリとは相思相愛の関係で婚約者でもある。ナバラ女王ジャンヌ・ダルブレのもとで養育されていたため、プロテスタント。アンジュー公アンリに執着される破目になる。

### その他の人物
ノストラダムス
予言者。プロヴァンス州サロン・ド・クロー（本作中では「サロン」）在住。本作に登場する以前の1555年7月に、国王アンリ2世と王妃カトリーヌからの招待を受け、翌月に謁見。1564年の国内大巡航の時「常任侍医兼顧問」の称号を名誉職として与えられた。
アンリ2世の死とフランソワ2世の死を予言したされる。母后カトリーヌらがフランス一周巡幸の際にサロンに寄った際に面会を行っているが、当時国王位にあったシャルル9世の在位年数などを予言されたため、カトリーヌから信頼と同時に恐れられてもいる。カトリーヌはノストラダムスが死ねば予言も無効になると考え、毒入りのワインを贈り続けた。なお、巡幸の際にマルゴには「（マルゴの）敵の名はアンリ、夫の名はアンリ、恋人の名はアンリ」との予言を贈っている。
モールヴェール
アンリ（マルゴの三兄）の護衛。笑ったような顔が特徴。1572年のサン・バルテルミの虐殺に先立って、ギーズ家からの依頼によって、コリニー提督への狙撃を行う。コリニーは重傷を負うものの、生き延びた。
イスパハーン
楽師。イスパハーンは偽名。中東のほろんだ王国の元王子を自称するが、モールヴェールの実弟である。

## 書誌情報
- 萩尾望都 『王妃マルゴ』 集英社〈愛蔵版コミックス〉、全8巻
  1. 2013年1月25日発売[2]、ISBN 978-4-08-782483-4
  2. 2013年12月25日発売[3]、ISBN 978-4-08-782720-0
  3. 2015年1月23日発売[4]、ISBN 978-4-08-792003-1
  4. 2016年1月25日発売[5]、ISBN 978-4-08-792012-3
  5. 2017年1月25日発売[6]、ISBN 978-4-08-792018-5
  6. 2018年2月23日発売[7]、ISBN 978-4-08-792026-0
  7. 2019年2月25日発売[8]、ISBN 978-4-08-792039-0
  8. 2020年2月25日発売[9]、ISBN 978-4-08-792056-7